# سبط شمعون
وفقًا للمكتاب المقدس العبري، سبط شمعون ((بالعبرية: שִׁמְעוֹן‏) معني الاسم "إصغاء/استماع/فهم/تعاطف") هو أحد أسباط بني إسرائيل الاثني عشر.(العدد 26: 12-14) حدّد سفر يشوع أراضي هذا السبط بأنها كانت مُطوّقة داخل حدود أراضي سبط يهوذا.(يشوع 19: 9) عادةً، يُعدّ سبط شمعون كواحد من الأسباط العشرة المفقودة، ولكن نظرً لكون أراضيهم كانت جنوبي أراضي سبط يهوذا، وابتلعها سبط يهوذا تدريجيًا، فلا يمكن اعتبارها إحدى أسباط مملكة إسرائيل الشمالية، وبالتأكيد لم يتأثروا بالغزو الآشوري لهذه المملكة.
تقول الرواية الكتابية أنهم جاءوا إلى أرض إسرائيل بعد الخروج من مصر، بينما تُخالف ذلك الآراء البحثية التي حاولت إعادة بناء المعلومات حول أصولهم وتاريخهم المبكر. بدءًا من سفر التكوين حتى السبي البابلي، قدّم الكتاب المقدس تفاصيلًا مختلفةً عن تاريخهم، وبعد ذلك اختفى ذكرهم من النصوص. وقد أضافت مجموعة متنوعة من المصادر اليهودية التقليدية خارج الكتاب المقدس معلومات إضافية حول هذا السبط.

## أراضي السبط

تخصيص يشوع للأرض للقبائل الإسرائيلية بحسب يشوع: 13-19.

في أوجها، كانت أراضي سبط شمعون تشغل الجزء الجنوب الغربي من أرض كنعان، ويحدها من الشرق والجنوب أراضي سبط يهوذا. كان وصف حدودهم مع سبط يهوذا غامضًا، ويبدو أن أراضي سبط شمعون ربما كانت جيبًا داخل الجزء الغربي من أراضي سبط يهوذا.(يشوع 19: 9) لذا، لم يكن سبط شمعون من القبائل المؤثرة في مملكة يهوذا.
اعتمدت محاولات إعادة تحديد أراضي سبط شمعون على ثلاث قوائم كتابية في سفر يشوع 19: 2-9، وفي سفر أخبار الأيام الأول 4: 28-32 الذي سرد بلدات تابعة لسبط شمعون، وسفر يشوع 15: 20-30 الذي ذكر هذه المدن نفسها، ولكن جزءًا من أراضي سبط يهوذا. قسّم نداف نعمان التوجهات الأكاديمية حول هذا الموضوع إلى "مدرستين فكريتين"، سمّاهما "مدرسة ألت" (نسبةً إلى ألبرخت ألت) و"المدرسة الأخرى". ترى مدرسة ألت أن القائمة المذكورة في يشوع 15 تعكس الوضع التاريخي لهذا السبط في عهد يوشيا، وأن القائمتين الأخريين هما إضافات لاحقة أقل موثوقية من قبل المحررين لتحديد المنطقة الشمعونية السابقة. أما المدرسة الأخرى، فترى أن القائمتين الأوليين تعكسان الوضع التاريخي الفعلي في زمن داود (مثلما ذُكر في سفر أخبار الأيام الأول 4: 31)، وأن يشوع 15 تعكس الوضع في وقت لاحق. يعتقد نعمان أن الشمعونيين استقروا في نمط متداخل مع سبط يهوذا، مع احتفاظهم بهويتهم وتنظيمهم القبلي المتميز طوال فترة الهيكل الأول (حتى سنة 586 ق.م.)، حيث عاش سبطا شمعون ويهوذا في بعض المناطق نفسها.

## أصولهم
وفقًا للكتاب المقدس العبري، ينحدر السبط من نسل شمعون ثاني أبناء يعقوب من زوجته ليئة.
(التكوين 29: 33) ومع ذلك، يعتقد آرثر بيك أن الروايات عن أبناء يعقوب الاثني عشر في سفر التكوين، قد شملت التاريخ القبلي اللاحق "المتنكر في زي تاريخ شخصي"، حيث أٌعيد صياغة تواريخ هذه المجموعات القبلية لاحقًا في هيئة روايات عن أسلاف افتراضيين. وبالمثل، يتفق العلماء المعاصرين على أن "هناك ذاكرة تاريخية قليلة أو معدومة حول أحداث أو ظروف بني إسرائيل ما قبل المذكور في سفر التكوين."
تقول الرواية الكتابية أنه بعد الانتهاء من غزو بني إسرائيل لأرض كنعان، قسّم يشوع الأرض بين الأسباط الاثني عشر. يؤرخ العالم الكتابي المحافظ كينيث كيتشن هذا الحدث إلى ما بعد سنة 1200 ق.م. بقليل. ومع ذلك، فإن الرأي المتفق عليه بين العلماء المعاصرين هو أن غزو يشوع الموصوف في سفر يشوع لم يحدث أبدًا.
زعم مارتن نوث بأن القبائل الستة التي ينسبها الكتاب المقدس لليئة، ومن بينها سبط شمعون، كانت ذات يوم جزءًا من حلف بين الجيران قبل أن تتحالف لاحقًا الاثني عشر قبيلة. ويقول نيلز بيتر ليمتشي، أن فرضية نوث حول التحالف بين الجيران قد وجّهت طريقة تفكير علماء العهد القديم لفترة جيل كامل". إلا أنه في الآونة الأخيرة، خالف عدد كبير من العلماء نظرية نوث.
في الكلمات الافتتاحية لسفر القضاة بعد وفاة يشوع، "سأل بنو إسرائيل يهوه" أي سبط يجب أن يذهب أولاً ليحتل الأراضي المخصصة له، وفتحدّد سبط يهوذا ليكون السبط الأول.(القضاة 1: 1-2) وفقًا لهذه الرواية، دعا سبط يهوذا سبط شمعون للقتال معهم في تحالف لتأمين الأراضي المخصصة لهم. ورغم ذلك، لم يُذكر سبط شمعون في أغنية دبوره القديمة التي تعتبر بشكل عام واحدة من أقدم الأجزاء المكتوبة في الكتاب المقدس العبري، وتزعم الموسوعة اليهودية الصادرة سنة 1906م أن سبط شمعون ربما "لم يكونوا" يُحسبون دائمًا كقبيلة. ويعتقد إسرائيل فينكلشتاين إن جنوب أرض كنعان حيث كانت أراضي سبط شمعون، كان مجرد منطقة ريفية راكدة غير مهمة في وقت كتابة القصيدة، أو أن هناك احتمال آخر أن سبطي شمعون ويهوذا، لم ينضما ببساطة إلى الحلف الإسرائيلي في هذه المرحلة، أو أنهما كانتا منفصلتين عن الحلف الإسرائيلي.

### شجرة النسب
|        |        |        |        |        |        |  |  |       |       |       |       |       |       |  |  |      |      |      |      | شمعون |      |  |  |       |       |       |       |       |       |  |  |      |      |      |      |      |      |  |  |      |      |      |      |      |      |
|        |        |        |        |        |        |  |  |       |       |       |       |       |       |  |  |      |      |      |      |       |      |  |  |       |       |       |       |       |       |  |  |      |      |      |      |      |      |  |  |      |      |      |      |      |      |
|        |        |        |        |        |        |  |  |       |       |       |       |       |       |  |  |      |      |      |      |       |      |  |  |       |       |       |       |       |       |  |  |      |      |      |      |      |      |  |  |      |      |      |      |      |      |
| يموئيل | يموئيل | يموئيل | يموئيل | يموئيل | يموئيل |  |  | يامين | يامين | يامين | يامين | يامين | يامين |  |  | أوهد | أوهد | أوهد | أوهد | أوهد  | أوهد |  |  | ياكين | ياكين | ياكين | ياكين | ياكين | ياكين |  |  | صوحر | صوحر | صوحر | صوحر | صوحر | صوحر |  |  | شأول | شأول | شأول | شأول | شأول | شأول |

## الرواية الكتابية
نُسبت بعض المدن المُدرجة في سفر يشوع(19: 2-6) لسبط شمعون، ثم نُسبت نفس المدن في موضع آخر من نفس السفر لسبط يهوذا.(15: 26-32, 42) استنتج معظم العلماء المعاصرين من ذلك أن سفر يشوع جُمعت مادته من عدة نصوص مصدرية مختلفة، وفي هذه الحالة بالذات، كانت قوائم المدن عبارة عن وثائق مختلفة، من فترات مختلفة عن بعضها البعض. كما يبدو أن حجم القبيلة قد تضاءل، حيث انخفض حجم القبيلة بشكل كبير بما يزيد عن النصف بين التعدادين المسجلين في سفر العدد. ورغم أن الكتاب المقدس حدد هذين التعدادين خلال فترة الخروج، إلا أن بعض علماء النقد المصدري يربطون فترة تأليف هذا السفر بزمن كتابة المصدر الكهنوتي، والتي أرّخه ريتشارد إليوت فريدمان زمن كتابه بين سنتي 722-609 ق.م.، بينما يحدد علماء آخرون زمن كتابته بفترة ما بعد السبي، بل وينكر البعض وجوده تمامًا.
يُعطي سفر أخبار الأيام الأول انطباعًا بأن السبط لم يكن له موقع ثابت؛ وفي أحد المقاطع ذكر أن بعض أفراد السبط هاجروا جنوبًا إلى جدور، وذلك للعثور على مرعى مناسب لأغنامهم.(أخبار الأيام الأول 4: 38-40) وفي الآية التالية، التي قد تكون ذات صلة أو لا تكون، ذُكر أنه في عهد حزقيا، جاء جزء من السبط إلى أرض بعض المعونيين، وذبحوهم، واحتلوا أرضهم. كما تشير الآيات التالية إلى أن حوالي 500 رجل من القبيلة هاجروا إلى جبل سعير، وذبحوا العمالقة الذين كانوا قد استقروا هناك سابقًا.
كجزء من مملكة يهوذا، تعرّض من تبقّى من سبط شمعون في النهاية للسبي البابلي؛ وعند انتهاء السبي، لم يعد هناك فروقًا متبقية بين سبط شمعون والأسباط الأخرى في مملكة يهوذا، واندمجوا ضمن هوية مشتركة كيهود. في رؤيا يوحنا 7: 7، ذُكر سبط شمعون مرة أخرى ضمن أسباط إسرائيل الاثني عشر التي كان لها 12,000 رجلًا مختومين على جباههم.